# عز الدين دوخة
عز الدين دوخة (مواليد 5 أغسطس 1986 في شطية، الشلف)، هو حارس مرمى كرة قدم جزائري.
الإنجازات :
◦	بطل كأس  الجزائر سنة 2005 مع جميعة شلف
◦	المشارك في الألعاب الإسلامية سنة 2006 المقامة في المملكة العربية السعودية
◦	وصيف البطولة الأفريقية العسكرية المقامة في الكاميرون سنة 2007
◦	الاحتراف في نادي فيتوريا البرتغالي مدة سنة في 2010
◦	المشاركة في بطولة كاس أفريقيا للمحلين سنة 2011 المقامة بالسودان
◦	الالتحاق بالمنتخب الوطني الجزائري الاول  سنة 2011 لمدة عشر سنوات
◦	تحصلي على القفاز الذهبي كافضل حارس سنة 2011-2012 و المشاركة في بطولة كاس افريقا للأمم سنة 2012 بجنوب إفريقيا مع منتخب الجزائر الاول
◦	المشاركة و التاهل لكاس العالم بالبرازيل سنة 2014
◦	و المشاركة في بطولة كأس أمم افريقيا سنة 2015 بغينيا الاستوائية
◦	الاحتراف في السعودية مع نادي أحد لمدة سنة واحدة سنة  2017 و تحصلي على لقب ثاني أفضل حارس في الدوري
و نادي الرائد لمدة 3 سنوات
◦	و المشاركة في بطولة أمم أفريقيا سنة 2019 و التتويج بالكاس و إحراز الميدالية الذهبية
◦	وصيف بطل الجزائر سنة 2021 و التاهل لرابطة ابطال أفريقيا مع شبيبة القبائل
◦	المشارك في كاس رابطة ابطال أفريقيا للأندية
مع نادي شباب بلوزداد الجزائري سنة 2022
◦	و بطل الجزائر سنة 2023 مع شباب بلوزداد
◦	و المشاركة في كاس العرب للأندية سنة 2023 المقامة بالمملكة العربية السعودية
الشهادات :
١: شهادت الدرجة الثالثة للتدريب
٢- شهادت الدرجة الأولى للتدريب حراس المرمى
٣- الشهادة المختصة في الإعداد العقلي و التواصل الإيجابي مع الاعبين المحترفين الموثقة من ( UNIFIED )

## مسيرته الكروية

### مع النوادي
في 31 أغسطس 2009، أجرى دوخة تجارب مع النادي البرتغالي فيتوريا سيتوبال.

### مع المنتخب
في 28 ديسمبر 2010، لعب دوخة أول مباراة دولية له مع المنتخب المحلي كأساسي في مباراة ودية ضد تشاد. 
في 14 مايو 2011، أستدعي دوخة إلى المنتخب الأول لأول مرة ضد المغرب في إطار تصفيات كأس الأمم الأفريقية لكرة القدم 2012. 

## الإنجازات
مع الأندية
- - اتحاد الحراش:
    - نهائي كأس الجزائر 2011